# Лаура (Квинсленд)
Лаура (англ. Laura) — населённый пункт в районе Кук, Квинсленд, Австралия. Находится в восточной части полуострова Кейп-Йорк. В 2016 году население Лауры составило 228 человек.

## История
По предположениям учёных, аборигены заселяют эти земли уже более 50 000 лет.
Название Лаура населённый пункт получил в 1873 году от названия реки Лаура. Так её назвал геодезист Арчибальд Кэмпбелл Макмиллан в честь своей жены Лауры Бауэр.
Почтовое отделение Лауры открылось 8 октября 1888 года. Государственная школа Лауры открылась в марте 1889 года и в настоящее время принимает учеников от подготовительного до шестого класса. В 1891 году был открыт мост речер реку Лаура.

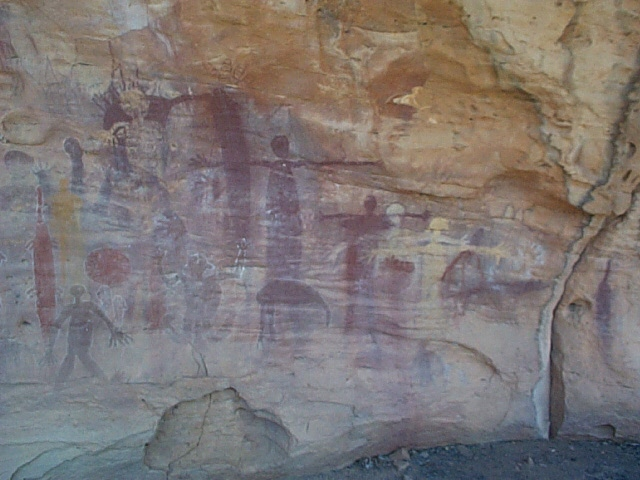
Наскальные рисунки аборигенов

## География
Населённый пункт находится на северо-востоке Австралии, в восточной части полуострова Кейп-Йорк. Всего в нескольких километрах от Лауры находится национальный парк Лейкфилд.

## Демография
| 2006 | 2011 | 2016 |
| ---- | ---- | ---- |
| 225  | 80   | 228  |

По данным переписи 2016 года, население Лауры составляло 228 человек. Из них 57,4 % были мужчины, а 42,6 % — женщины. Средний возраст населения составлял 34 года. 73,0 % жителей Лауры родились в Австралии.